# 2-アセチルアミノフルオレン
2-アセチルアミノフルオレン（2-Acetylaminofluorene）は、発癌性、変異原性を持つフルオレン誘導体の一つ。発癌作用の研究において生物化学ツールとして使われている。